# Filandre del llac Pebas
El filandre del llac Pebas (Philander pebas) és una espècie de marsupial de l'ordre dels didelfimorfs. Viu a l'est de l'Equador, l'est del Perú i la part brasilera de la conca de l'Amazones. Té el pelatge dorsal molt curt i de color gris, mentre que el pelatge ventral també tendeix a ser gris, però en alguns exemplars és de color crema o camussa. El seu nom específic, pebas, es refereix al llac Pebas, un sistema lacustre que cobrí gran part de la seva distribució durant el Miocè. Com que fou descoberta fa poc, encara no se n'ha avaluat l'estat de conservació.